# 盧哈曼諾夫站
盧哈曼諾夫站（羅馬化：Lukhmanovskaya）是莫斯科地鐵內克拉索夫卡線的一個車站，在2019年6月3日啟用。

## 命名
站名原先計劃為「科西諾-烏赫托姆」，以莫斯科的科西諾-烏赫托姆區命名。2014年，負責命名公共建築的委員會決定站名為「柳別列茨基」。2月，莫斯科市長謝爾蓋·蘇比雅寧，發出了法令將站名命名為盧哈曼諾夫。站名來自盧哈曼諾夫街，街名來自19世紀俄羅斯商人德米特里·盧哈曼諾夫。